# Lúcio Titínio Pansa Saco
Lúcio Titínio Pansa Saco (em latim: Lucius Titinius Pansa Saccus) foi um político da gente Titínia nos primeiros anos da República Romana eleito tribuno consular por duas vezes, em 400 e 396 a.C.. 

## Primeiro tribunato consular (400 a.C.)
Em 400 a.C., foi eleito tribuno consular com Públio Mânlio Vulsão, Públio Mélio Capitolino, Públio Licínio Calvo Esquilino, Espúrio Fúrio Medulino e Lúcio Publílio Filão Vulsco. Lívio, contudo, nomeia um Lúcio Fúrio e não Espúrio Fúrio. Segundo Lívio, Públio Licínio foi o primeiro plebeu a ser eleito tribuno consular, uma afirmação contestada por alguns historiadores modernos.
Roma reconquistou Anxur (Terracina) dos volscos.

## Segundo tribunato consular (396 a.C.)
Em 396 a.C., foi eleito novamente com Públio Mélio Capitolino, Públio Licínio Calvo Esquilino (o filho), Quinto Mânlio Vulsão Capitolino, Cneu Genúcio Augurino e Lúcio Atílio Prisco.
Enquanto continuava o cerco de Veios, Lúcio Titínio e Cneu Genúcio marcharam contra os faliscos e capenatos, mas foram pegos de surpresa numa emboscada. Cneu Genúcio morreu em combate enquanto Titínio conseguiu fugir com os sobreviventes. A notícia da ruína do exército provocou pânico em Roma e nos soldados que participavam do cerco, alguns dos quais retornaram para a cidade.
| “ | À Roma chegaram notícias ainda mais alarmantes: o acampamento de Veios já estava cercado e colunas de inimigos prontos para o combate marchavam em direção a Roma. Muita gente correu para guarnecer as muralhas. As matronas, tiradas de casa pelo terror generalizado, correram para os templos para rezar e suplicar aos deuses. | ” |
|   | — Lívio, Ab Urbe Condita V, 2, 18. |   |

Somente a nomeação de Marco Fúrio Camilo como ditador conseguiu acalmar a cidade e o exército, que, revigorado, conseguiu conquistar Veios depois de um cerco de dez anos.